# الموسطة (ريمة)

تعديل مصدري - تعديل

قرية الموسطة

هي إحدى قرى عزلة الجبوب الواقعة ضمن مديرية كسمة التابعة لمحافظة ريمة، بلغ تعداد سكانها (349) نسمة حسب تعداد اليمن لعام 2004.

## المحلات التابعة للقرية
- الخالدي
- قريه
- الخرف
- المحصاص
- سهلون
- المعزب
- الحرف
- صلل
- الاثره
- العصرة
- الحاقن
- الماء السافل
- قتبه
- الحلبيه

## روابط خارجية
- الدليل الشامــل